# Andrés Cunha
Andrés Ismael Cunha Soca (Montevideo, Uruguai, 8 de setembre de 1976) és un àrbitre de futbol uruguaià. És internacional des del 2013.
Cunha arbitra partits de la Primera División Uruguaya des de 2010. El 2013 va entrar al comitè uruguaià de la FIFA i la CONMBEBOL. Ha dirigit partits de la Copa Libertadores, de la Copa América (2015 i 2016) i de la Copa del Món (2018).